# 陳星漢
陳星漢（チェン・シンハン、ジェノヴァ・チェン、1981年10月8日 - ）は、『Cloud』「flOw』「Flowery』のゲームデザイナー、thatgamecompany（TGC）の共同設立者。出身の上海で学士・コンピュータ科学学位・デジタル芸術・設計の副専攻を修めた。その後、ロサンゼルス・南カリフォルニア大学のインターラクティブ・メディア学部で修士号を修め、その間に『Cloud』『flOw』を開発し、学友ケリー・サンティアゴと出会った。マクシスで『Spore』の開発に携わった後、サンティアゴとTGCを設立し、クリエイティブ・ディレクターに就任した。会社は、SCEと3つのゲームの取り引きに署名し、PlayStation Networkを通じて『flOw』『Flower』を販売した。陳とTGCは、ソニーでの第3のゲームとなる『風ノ旅ビト』を開発した。
2019年、iOSとアンドロイドで『Sky 星を紡ぐ子どもたち』をリリース。アップルに「ベスト・アイフォーン・ゲーム・オブ・ザ・イヤー」に評価された。